# Are (província)
Are (em turco: Ağrı) é uma província (em turco: iller) do nordeste da Turquia, situada na região (bölge) da Anatólia Oriental (em turco: Doğu Anadolu Bölgesi), com capital na cidade homónima. Tem 11 376 km² de área e em 2020 tinha 535 435 habitantes.